# Alm. Brand
Alm. Brand A/S (også kaldt Alm. Brand Group) er en dansk finansiel koncern bestående af et børsnoteret holdingselskab, hvorunder der er en række datterselskaber og er det næststørste skadeforsikringsselskab i Danmark efter If Skadeforsikring, som ejes af det finske selskab Sampo Group. 
Selskabets hovedaktionær er foreningen Alm. Brand af 1792, som indtil 2021 ejede knap 60 % af aktierne, hvorefter ejerandelen blev reduceret til 46,7 %. Foreningens medlemmer består af Alm. Brand Forsikrings og Codans i alt ca. 700.000 kunder, og foreningens officielle formål er "at sikre Alm. Brand A/S som en konkurrencedygtig aktør på det danske forsikringsmarked."
I 2021 meddeltes det, at Alm. Brand opkøber den danske del af forsikringsselskabet Codan, der ellers året før var blevet solgt til Tryg som en del at et større opkøb.  
Koncernen havde i 2022 præmieindtægter på i alt 8,7 mia. kr. og 2.294 ansatte ultimo året fordelt på hovedkontoret i København og på lokale kontorer.

## Datterselskaber
Siden maj 2022 har Alm. Brand opereret med tre forskellige datterselskaber: 
1. Alm. Brand Forsikring A/S
2. Codan Forsikring A/S
3. Forsikringsselskabet Privatsikring A/S og Erhvervssikring A/S

Alle tre selskaber behandler skadesanmeldelser særskilt men ejes af den samme koncern.

### Alm. Brand Forsikring A/S
Alm. Brand Forsikring A/S er et skadeforsikringsselskab som blev grundlagt i år 1792 dengang som Landbygningernes almindelige Brandforsikring. Selskabet opererer indenfor segmenterne Erhverv og Landbrug samt Private husholdninger, primært uden for de store byer. For segmentet Landbrug er selskabet det næststørste selskab med en markedsandel på ca. 30%.

### Codan Forsikring A/S
Codan Forsikring A/S blev overtaget af Alm. Brand Group i maj 2022. Codan har en stærk markedsposition i København med større erhvervskunder. Efter opkøbet blev Alm. Brand Group det andenstørste skadeforsikringsselskab på det danske marked. 

### Forsikringsselskabet Privatsikring A/S og Erhvervssikring A/S
Privatsikring er et datterselskab til Codan som efter Alm. Brands opkøb af Codan er blevet del af Alm. Brand Group. 

## Ledelse
Alm. Brand Group ledes af administrerende direktør Rasmus Werner Nielsen, som startede sin karriere i selskabet i 2017. Han overtog rollen som konstitueret administrerende direktør i oktober 2019 efter Søren Boe Mortensen, der ellers havde fungeret som adm. direktør siden 2001. I juni 2020 blev det offentliggjort at bestyrelsen havde valgt Rasmus Nielsen som den nye adm. direktør.

## Tidligere datterselskaber

### Alm. Brand Bank A/S
Alm. Brand Bank A/S var opdelt i en detailbank og en engrosbank, hvor detailbanken varetager private og landbrugskunder. Banken skulle tilbyde ind- og udlån samt finansieringer/leasing som andre banker.
Engrosbanken benyttede ekspertisen fra koncernens forretningsområder til at foretage investeringer og fremskaffe kapital, der skulle kan bidrage til bankens samlede resultat.
Sydbank købte i slutningen af 2020 banken.

### Alm. Brand Liv og Pension A/S
Alm. Brand Liv og Pension A/S arbejdede med livsforsikringer og pensionsopsparinger, både med private, individuelle ordninger og ordninger for mindre erhvervsdrivende, ikke mindst landmænd. I 2021 solgte Alm. Brand Group selskabet til Nordic I&P for 1,1 mia. kr.